# Borgo Valsugana
Borgo Valsugana là một đô thị ở Trentino ở vùng Trentino-Nam Tirol của Ý, tọa lạc cách 30 km về phía đông của Trento. Vào 2007, đô thị này có dân số 6.627 người và diện tích là 52.3 km².
Borgo Valsugana giáp các đô thị: Telve, Telve di Sopra, Torcegno, Ronchi Valsugana, Roncegno, Castelnuovo, Novaledo, Levico Terme, và Asiago.